# Hangin' Tough (Waylon Jennings)
Hangin' Tough è il cinquantaduesimo album di Waylon Jennings, pubblicato dalla MCA Records nel gennaio del 1987.

## Tracce
Lato A
1. Baker Street – 4:30 (Gerry Rafferty)
2. I Can't Help the Way I Don't Feel About You – 4:19 (Chris Waters, Michael Garvin, Tom Shapiro)
3. Rose in Paradise – 3:40 (Jim McBride, Stewart Harris)
4. Crying Don't Even Come Close – 2:24 (Steve Gillette, Charles Quatro)
5. Chevy Van – 3:05 (Sammy Johns)

Lato B
1. Fallin' Out – 3:34 (Denny Lile)
2. Deep in the West – 3:56 (Shake Russell)
3. Between Fathers and Sons – 3:15 (Gary Nicholson, John B. Jarvis)
4. The Crown Prince – 4:05 (Roger Murrah, Jim McBride)
5. Defying Gravity (Executioner's Song) – 3:29 (Jesse Winchester)

## Musicisti
- Waylon Jennings - voce, chitarra
- Reggie Young - chitarra
- Richard Bennett - chitarra
- Billy Joe Walker - chitarra
- Larry Byron - chitarra
- Gary Scruggs - chitarra
- Ralph Mooney - steel guitar
- Mark O'Connor - mandolino
- John B. Jarvis - pianoforte
- Steve Shaffer - sintetizzatore-synclavier
- Jerry Bridges - basso
- Matt Betton - batteria
- Curtis Young - voce, accompagnamento vocale[1]